# Poa inconspicua
Poa inconspicua är en gräsart som beskrevs av Jan Frederik Veldkamp. Poa inconspicua ingår i släktet gröen, och familjen gräs. Inga underarter finns listade i Catalogue of Life.